# Rakovorska bitka (1268)
Rakovorska bitka (estonsko Rakvere lahing, rusko Раковорская битва, Rakovorskaja bitva)    je bila bitka 18. februarja 1268 med združenimi silami Danske Estonije, škofije Dorpat, livonske veje Tevtonskega viteškega reda in lokalne estonske milice na eni strani ter silami Novgoroda in Pskova, ki jih je vodil pereslavski knez Dimitrij Pereslavski, na drugi strani. Srednjeveška poročila o bitki se razlikujejo, saj sta obe strani trdili, da sta zmagali. Bolj verjetna je zmaga Livoncev,  saj so se novgorodsko-pskovske sile umaknile iz Danske Estonije, livonski vitezi pa so kmalu zatem junija 1269 sprožili povračilni napad na Izborsk in Pskov.:78–79

## Opis vLivonski rimani kroniki
Po Livonski rimani kroniki, edinem sodobnem primarnem viru, ki opisuje bitko, katerega besedilo je v nespremenjeni obliki ohranjeno do danes,:xxi-xxii   so združene sile obeh ruskih republik januarja 1268 vdrle na ozemlje Danske Estonije in začele ropati podeželje. Danski vazali so zaprosili za okrepitve sosednje pokrajine pod oblastjo Livonskega reda in škofije Dorpat. Na pomoč je prišlo 34 vitezov iz gradov Weissenstein, Leal in Fellin, neznano število manjših vojaških enot iz škofije in neznano število mož pod vodstvom dorpatskega škofa Aleksandra. Kontingent livonskih vitezov je najverjetneje vodil kaštelan enega od prej omenjenih gradov, saj je bil mojster reda Oton von Lutterberg takrat na pohodu na jugu v Semigaliji. 16. januarja je bil v Rigi.:77
Ko so bile vse sile zbrane, so se domače estonske čete postavile na levi bok, možje danskega kralja pa na desnega. Vitezi in njihovi možje so se borili na celi fronti. Škof Aleksander je padel že v zgodnjih fazah bitke. Ruski napad se je spremenil v poraz in beg. Knezu Dimitriju, ki ga kronist hvali kot pogumnega moža, je uspelo zbrati približno 5.000 mož za protinapad, medtem ko je preostala njegova vojska pobegnila. Sledil je spopad, ki se je končal z ruskim porazom in 5.000 mrtvimi vojaki.:78
Ker Livonska rimana kronika opisuje tudi druge bitke Livonskega reda in njegovega predhodnika, reda Livonskih bratov meča, v katerih so bili križarji poraženi (bitka pri Sauleju, bitka na Čudskem jezeru), je malo razlogov za dvom, da je izid te bitke opisan  pravilno.

## Opis v Novgorodski prvi kroniki
Novgorodska prva kronika (1016–1471) je glavni ruski vir, ki opisuje bitko. Bila je večkrat prepisana, predvsem v 15. stoletju,:xxxvii-xli
in prilagojena političnim potrebam tistega obdobja.
Po Novgorodski prvi kroniki so združene ruske sile prečkale reko Narvo in prodirale proti Rakovorju,  vendar mesta niso zavzele. Izropale so podeželje in našle ogromno jamo, polno Čudov (Estoncev). Ker Rusi tri dni niso mogli premagati skrivajočih se Estoncev, se v jamo speljali vodo in jih prisilili na beg. Veliko Estoncev je bilo ubitih. Na pohodu proti Rakovorju so se Rusi pri reki Kegola srečali z nemškimi silami. Rusi so brez odlašanja prečkale reko in organizirale svoje bojne vrste tako, da so može iz Pskova postavile na desno, Dmitrijeve vojake še bolj desno, preostanek novgorodskih sil pa je oblikoval sredino. Nemške enote so napadle v velikem klinu. Kronika nato navaja dolg niz imen bojarjev, ki so padli v bitki in med begom kneza Jurija. Nemci so bili nato potisnjeni nazaj in zasledovani vse do mesta. Takrat se je ruski tren srečal z drugim nemškim klinom, vendar se vojski nista spopadli. Nemci so še pred sončnim vzhodom pobegnil z bojišča.:100–103